# 陈少白墓
陈少白墓，位于中国广东省江门市江海区外海街道茶庵寺后五马归槽山，为一座民国时期墓葬。陈少白，生于江门市郊外外海镇南华里，后积极从事革命活动，1934年12月23日，陈少白在北平病逝，次年安葬于江门。1998年，被列入江门市文物保护单位。202年被列为广东省文物保护单位。陈少白故居纪念馆位于陈少白墓附近。